# Пячка
Пячка — река в России, протекает в Моршанском районе Тамбовской области. Левый приток Разазовки.

## География
Река Пячка берёт начало в районе деревни Петровка. Течёт в восточном направлении. Устье реки находится ниже деревни Сарымовка в 23 км по левому берегу реки Разазовки. Длина реки составляет 16 км.
Правый приток Пячки — река Каменка.

## Данные водного реестра
По данным государственного водного реестра России относится к Окскому бассейновому округу, водохозяйственный участок реки — Цна от города Тамбов и до устья, речной подбассейн реки — Мокша. Речной бассейн реки — Ока.
По данным геоинформационной системы водохозяйственного районирования территории РФ, подготовленной Федеральным агентством водных ресурсов:
- Код водного объекта в государственном водном реестре — 09010200312110000029454
- Код по гидрологической изученности (ГИ) — 110002945
- Код бассейна — 09.01.02.003
- Номер тома по ГИ — 10
- Выпуск по ГИ — 0